# Paraíso (métro de São Paulo)
Pour les articles homonymes, voir Paraíso.
Paraíso (en portugais : Estação Paraíso) est une station de correspondance entre la ligne 1 (Bleue) et la ligne 2 (Verte) du métro de São Paulo. Elle est située au 1456 de la rua Vergueiro, dans le quartier du Paraíso à São Paulo au Brésil.

## Situation sur le réseau

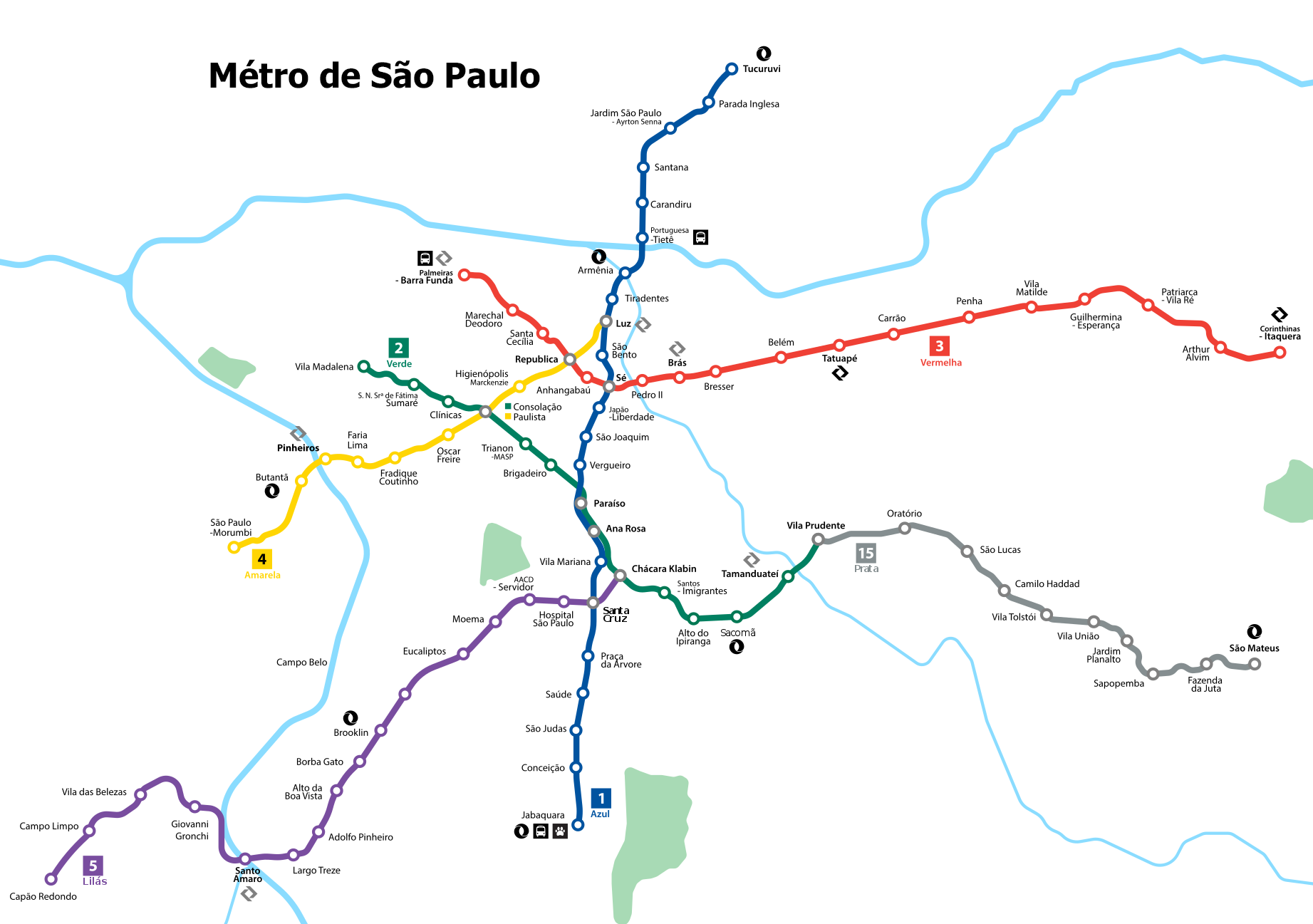
Plan du Métro de São Paulo 2020.

Établie en souterrain, la station Paraíso est située sur deux lignes du métro de São Paulo : sur la ligne 1 (Bleue), entre les stations : Vergueiro, en direction du terminus Tucuruvi, et Ana Rosa, en direction du terminus Jabaquara ; elle est également située sur la ligne 2 (Verte) entre les stations Brigadeiro, en direction du terminus Vila Madalena, et Ana Rosa, en direction du terminus Vila Prudente.
Les voies se superposent avec : au niveau 1, une voie de la ligne 1 et un quai latéral ; au niveau 2, une voie de la ligne 1, un  quai central, les deux voies de la ligne 2 et un quai latéral.

## Histoire
La station Paraiso est inaugurée le 17 février 1975. C'est une station souterraine, une tranchée couverte, de la ligne 1 (Bleue) du métro de São Paulo, avec deux voies superposées et une structure en béton apparent.

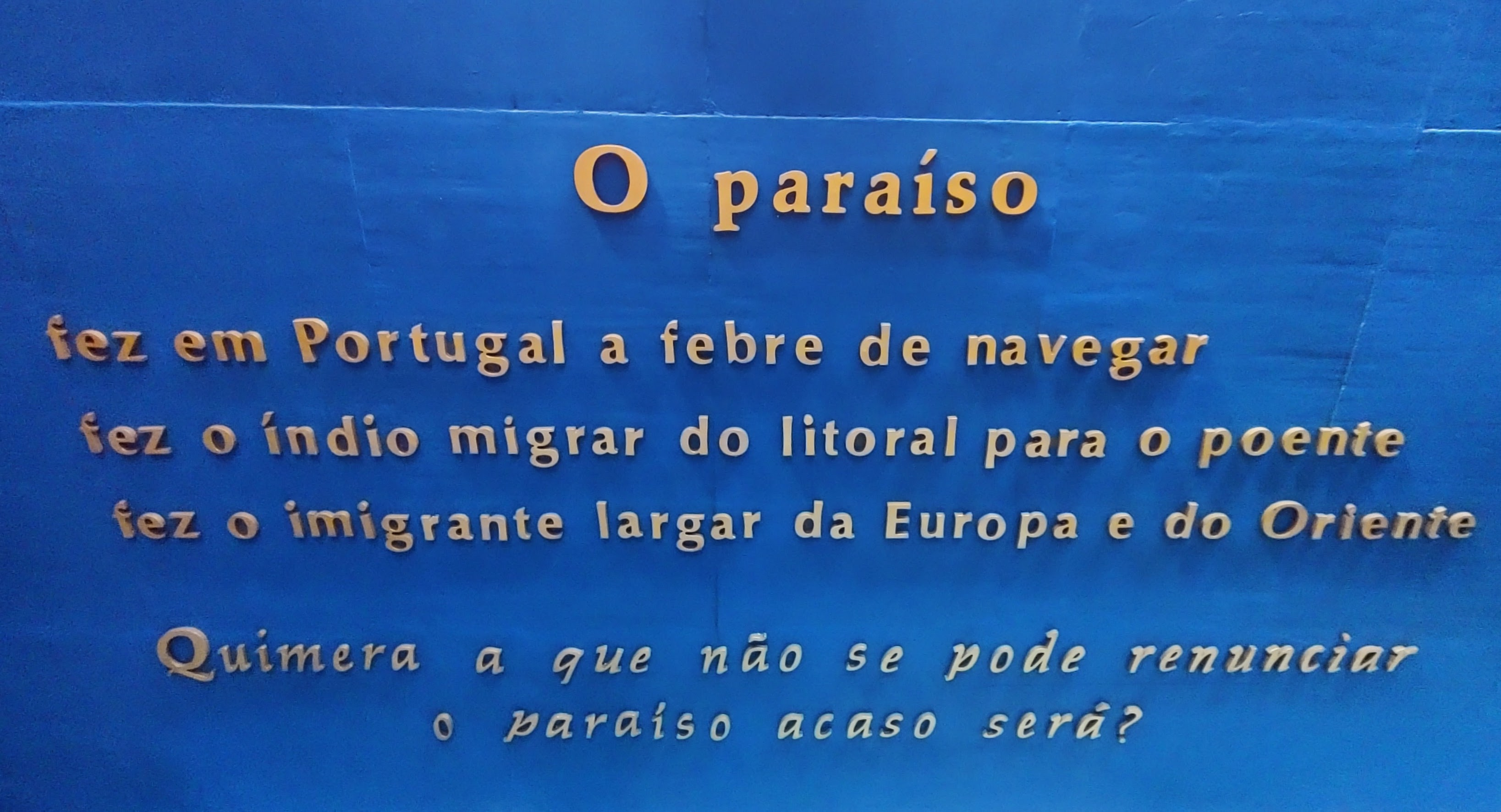
O Paraíso de Betty Milan et accès aux quais (1995).

Le 25 janvier 2011 elle devient également une station de la ligne 2 (Verte). Pour cette nouvelle desserte la station est modifiée, la ligne verte passe en parallèle avec la voie de la ligne Bleue la plus proche du sol. L'ensemble est organisée autour d'une mezzanine de distribution avec deux niveaux superposés. La structure est en béton brut. L'accès principal est intégré à la place au niveau du sol. L'ensemble de la station dispose d'une surface bâtie de 15 765 m2 et est capable d'absorber un transit de 40 000 voyageurs par heure, en heure de pointe.
En 2003, le transit moyen est de 29 000 voyageurs entrants par jour. La répartition est de 25 000 voyageurs pour la ligne 1-Bleue et 4 000 voyageurs sur la ligne 2-Verte.

## Services aux voyageurs

### Accès et accueil
Son accès principal est situé au 1456 rua Vergueiro, dans le quartier Vila Mariana. il est accessible aux personnes à la mobilité réduite.

### Desserte
Ligne 1 (Bleue) :
| Ligne                         | Terminus             | Longueur (km) | Stations | Durée du voyage (min) | Opération (*)                                                       |
| ----------------------------- | -------------------- | ------------- | -------- | --------------------- | ------------------------------------------------------------------- |
| Ligne 1 du métro de São Paulo | Tucuruvi ↔ Jabaquara | 20,2          | 23       | 47                    | Tous les jours, de 4h40 à 12h32; Les samedis jusqu'à 1h le dimanche |

Ligne 2 (Verte) :
| Ligne                         | Terminus                      | Longueur (km) | Stations | Durée du voyage (min) | Opération (*)                                                       |
| ----------------------------- | ----------------------------- | ------------- | -------- | --------------------- | ------------------------------------------------------------------- |
| Ligne 2 du métro de São Paulo | Vila Madalena ↔ Vila Prudente | 14,7          | 14       | 28                    | Tous les jours, de 4h40 à 12h32; Les samedis jusqu'à 1h le dimanche |

## Art dans le métro
| Œuvre                | Auteur          | Type      | Date      | Caractéristiques physiques                       | Caractéristiques physiques | Caractéristiques physiques | Caractéristiques physiques | Situation                                                                           |
| Œuvre                | Auteur          | Type      | Date      | Matériel                                         | Technique                  | Dimensions                 | Poids                      | Situation                                                                           |
| -------------------- | --------------- | --------- | --------- | ------------------------------------------------ | -------------------------- | -------------------------- | -------------------------- | ----------------------------------------------------------------------------------- |
| Equilíbrio           | Renato Brunello | sculpture | 1989      | Marbre                                           |                            | 1,40 × 1,60 m              | 1.000 kg                   | Devant les blocs / Ligne 1 - Bleue                                                  |
| O Paraíso            | Betty Milan     | poésie    | 1995      | Tôle galvanisée avec peinture métallisée (dorée) | Lettre bloque              | 4,00 × 5,00 m              |                            | Accès à la praça Santa Generosa / Ligne 2 - Verte                                   |
| Raios de Sol         | Odiléa Toscano  | mural     | 1990/1991 | Peinture acrylique                               | Peinture sur béton         | 4,40 × 4,00 m              |                            | Accès à la cathédrale orthodoxe, mur au-dessus de l'escalier fixe / Ligne 2 - Verte |
| Sans titre (Mural 2) | Odiléa Toscano  | mural     | 1990/1991 | Peinture acrylique                               | Peinture sur béton         | 2,50 × 11,70 m             |                            | Accès à la cathédrale orthodoxe, mur avant / Ligne 2 - Verte                        |
| Sans titre (Mural 3) | Odiléa Toscano  | mural     | 1990/1991 | Peinture acrylique                               | Peinture sur béton         | 2,30 × 9,30 m              |                            | Accès au bâtiment Brahma, mur au-dessus des escaliers / Ligne 2 - Verte             |
| Sans titre (Mural 4) | Odiléa Toscano  | mural     | 1990/1991 | Peinture acrylique                               | Peinture sur béton         | 585,30 × 6,60 m            |                            | Accès au viaduc Santa Generosa / Ligne 2 - Verte                                    |
| Sans titre (Mural 5) | Odiléa Toscano  | mural     | 1990/1991 | Peinture acrylique                               | Peinture sur béton         | 3,20 × 33,00 m             | mural                      | Hall d'accès au quai / Ligne 2 - Verte                                              |
| Sans titre (Mural 6) | Odiléa Toscano  |           | 1990/1991 | Peinture acrylique                               | Peinture sur béton         | 1,60 m × 9,90 m × 4,00 m   |                            | Accès au deuxième sous-sol / Ligne 2 - Verte                                        |

Equilíbrio de Renato Brunello
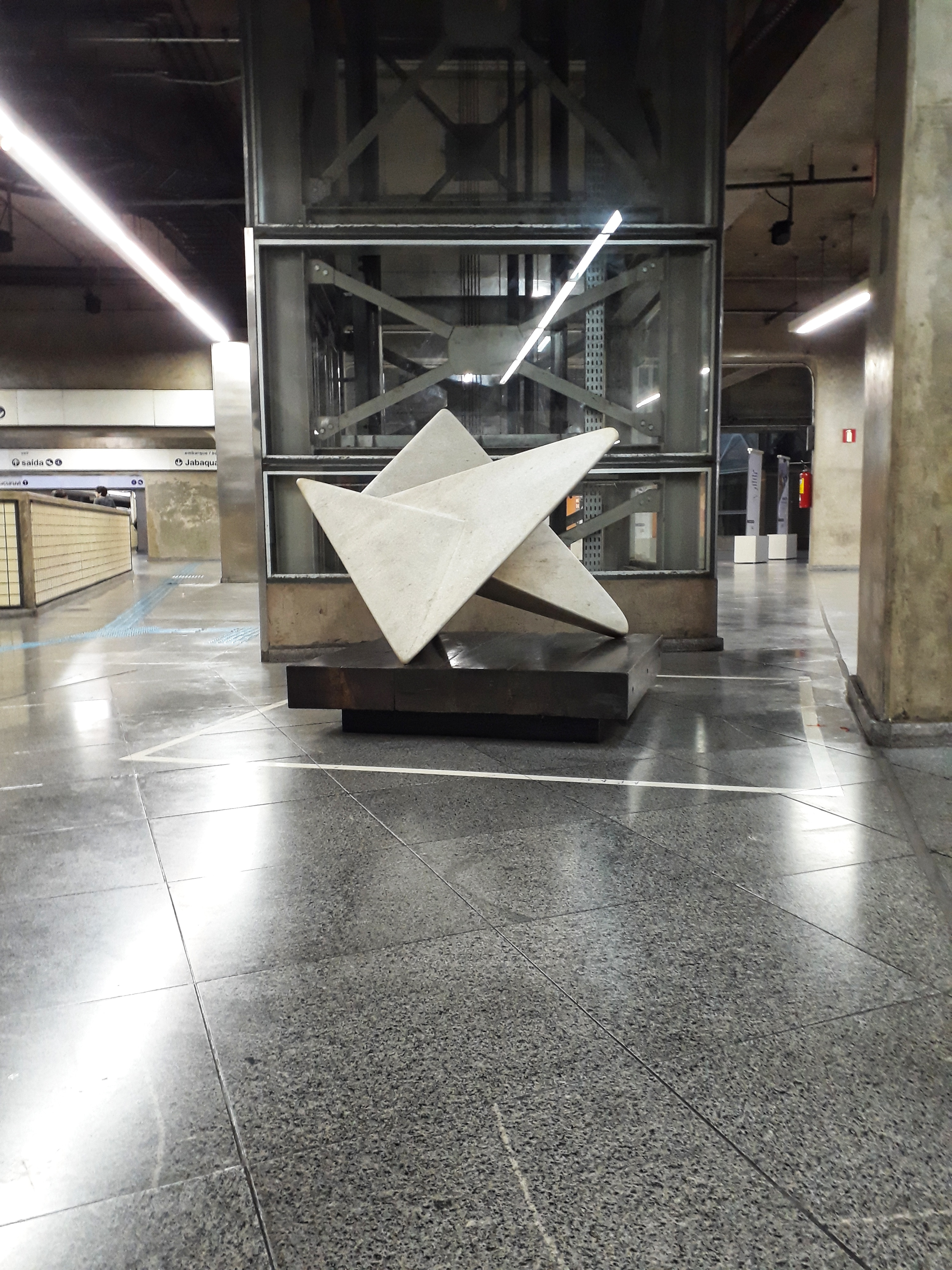
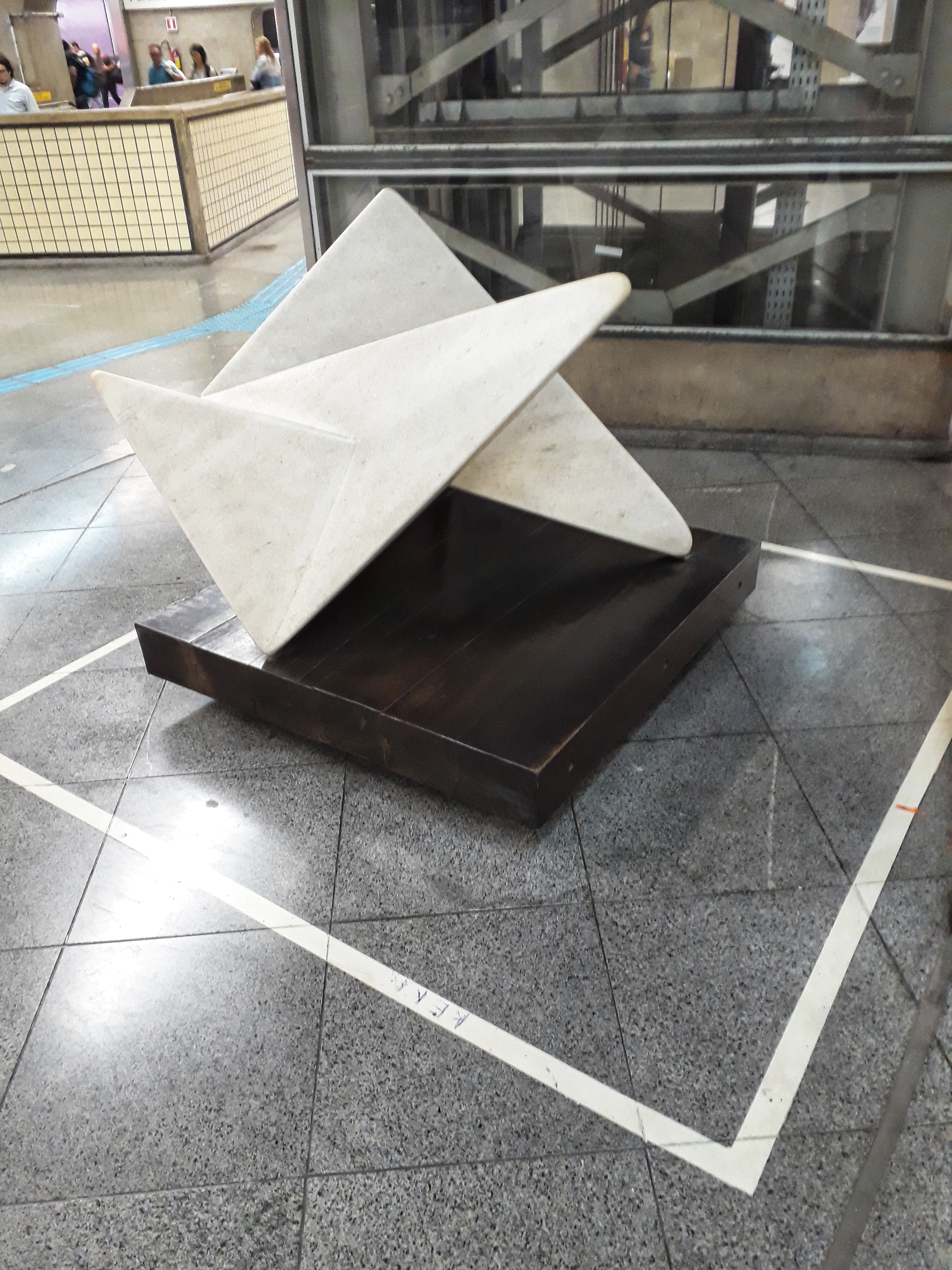
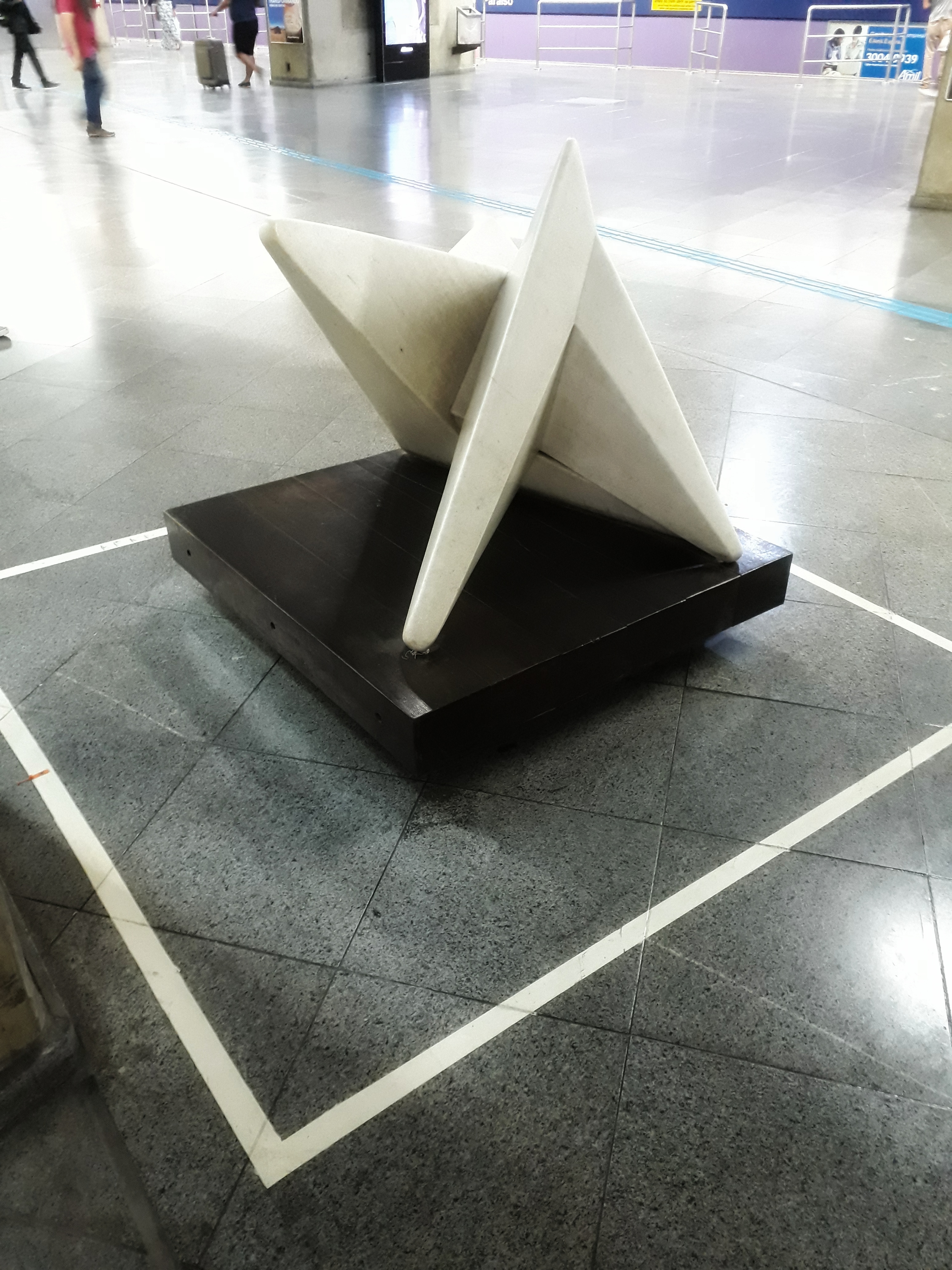

## À proximité
- Cathédrale métropolitaine orthodoxe de São Paulo
- Cathédrale Notre-Dame du Paradis
- Centre culturel São Paulo
- Métro de São Paulo - Centre de contrôle opérationnel
- Colégio Objetivo
- EEPSG Rodrigues Alves
- Église évangélique arabe de São Paulo
- Église Santa Generosa
- Hôpital du cœur / Associação Sanatório Sírio
- Banque de sang - Beneficência Portuguesa
- Hospital Santa Catarina
- Hospital Sírio Libanês
- Studios de la Rádio Capital
- Shopping Pátio Paulista